# Угольная промышленность России
Угольная промышленность в России — отрасль российской промышленности, включающая добычу, переработку, производство, транспортировку и сбыт угля.

В 2020 году объёмы угледобычи в стране достигли 402,1 млн т (2021: 438,4 млн т, 2022: 443,6 млн т, 2023: 438 млн т) бо́льшую часть российского угля разрабатывали дешёвым открытым способом. Шахты обеспечивали только 21—25 % от общего объёма добычи. Около 77 % добытого угля составляет энергетический уголь, включая каменный, бурый уголь и антрацит, остальная доля приходится на коксующийся. На Канско-Ачинский и Кузнецкий бассейны приходится 70 % разведанных запасов угля. Объёмы обогащения превышают 200 млн т, что включало почти весь добытый коксующийся уголь и бо́льшую часть энергетического. Наибольшее число угольных предприятий сосредоточено в Сибирском федеральном округе, к крупнейшим из них относятся: (добыча в 2023, млн. т.) «СУЭК» - 109,6, «Кузбассразрезуголь» - 40,7, ООО УК «ЭЛСИ» — 25,4, ООО «Эльгауголь» — 21,4 , ООО «ЕвразХолдинг» — 18,9 ,En+ Group — 16,8 ,АО«Стройсервис»— 16,4 ,ООО «Восточная Горнорудная Компания» — 13,2 , «Кузбасская топливная компания», «Сибуглемет», «Русский уголь»Потребление угля в стране в 2019 году составило 202,4 млн т, из которых 52 % пришлись на тепловые электростанции и ещё 16 % — на коксохимические заводы. Россия занимала 13-е место по доле угольной генерации энергии. Одновременно страна являлась третьей в мире по объёму экспорта угля с долей 16 %, отгрузив в 2020 году 212,2 млн т (2021: 223,4 млн т; 2022: 210,9 млн т; 2023: 213 млн т) в 60 стран мира. Импорт промтоплива в страну в 2021 году достиг 23,9 млн т, в основном из Казахстана.
| Динамика добычи углей в РФ в 2000—2022 годах Коксующийся Энергетический | Динамика добычи углей в РФ в 2000—2022 годах Коксующийся Энергетический | Динамика добычи углей в РФ в 2000—2022 годах Коксующийся Энергетический | Динамика добычи углей в РФ в 2000—2022 годах Коксующийся Энергетический | Динамика добычи углей в РФ в 2000—2022 годах Коксующийся Энергетический |
| Год                                                                     |                                                                         |                                                                         | Всего                                                                   |                                                                         |
| ----------------------------------------------------------------------- | ----------------------------------------------------------------------- | ----------------------------------------------------------------------- | ----------------------------------------------------------------------- | ----------------------------------------------------------------------- |
| 2000                                                                    |                                                                         |                                                                         | 257.9                                                                   |                                                                         |
| 2001                                                                    |                                                                         |                                                                         | 269.3                                                                   |                                                                         |
| 2002                                                                    |                                                                         |                                                                         | 253.4                                                                   |                                                                         |
| 2003                                                                    |                                                                         |                                                                         | 276.4                                                                   |                                                                         |
| 2004                                                                    |                                                                         |                                                                         | 284.4                                                                   |                                                                         |
| 2005                                                                    |                                                                         |                                                                         | 299.8                                                                   |                                                                         |
| 2006                                                                    |                                                                         |                                                                         | 310                                                                     |                                                                         |
| 2007                                                                    |                                                                         |                                                                         | 314.1                                                                   |                                                                         |
| 2008                                                                    |                                                                         |                                                                         | 328.9                                                                   |                                                                         |
| 2009                                                                    |                                                                         |                                                                         | 302.6                                                                   |                                                                         |
| 2010                                                                    |                                                                         |                                                                         | 323.4                                                                   |                                                                         |
| 2011                                                                    |                                                                         |                                                                         | 336.7                                                                   |                                                                         |
| 2012                                                                    |                                                                         |                                                                         | 354.9                                                                   |                                                                         |
| 2013                                                                    |                                                                         |                                                                         | 352                                                                     |                                                                         |
| 2014                                                                    |                                                                         |                                                                         | 359                                                                     |                                                                         |
| 2015                                                                    |                                                                         |                                                                         | 374                                                                     |                                                                         |
| 2016                                                                    |                                                                         |                                                                         | 385                                                                     |                                                                         |
| 2017                                                                    |                                                                         |                                                                         | 411                                                                     |                                                                         |
| 2018                                                                    |                                                                         |                                                                         | 439                                                                     |                                                                         |
| 2019                                                                    |                                                                         |                                                                         | 441                                                                     |                                                                         |
| 2020                                                                    |                                                                         |                                                                         | 402.1                                                                   |                                                                         |
| 2021                                                                    |                                                                         |                                                                         | 438.4                                                                   |                                                                         |
| 2022                                                                    |                                                                         |                                                                         | 443.6                                                                   |                                                                         |

Утверждённый Правительством России план развития угольной промышленности до 2035 года предусматривает увеличение добычи угля до 485—668 млн т, экспорта — до 259—392 млн т. Общее потребление угля внутри страны снизится до 170 млн т, из которых на электростанции уйдёт 87 млн т, на коксование — 40 млн т. Основными проблемами для развития отрасли власти называли нестабильность угольных рынков и риск банкротства предприятий, рост мировой конкуренции, снижение потребления угля из-за эколого-климатических факторов, конкуренцию с газовым топливом, рост доли возобновляемых и развитие альтернативных источников энергии.
Хотя программа Правительства России предусматривала наращивание экспорта в 2022—2035 годах, конъюнктура мирового рынка изменилась после начала военных действий на Украине. Об отказе от российских энергоносителей заявили власти США и страны Европейского союза, поставки приостановили некоторые китайские компании.
Отрасль связана с повышенным травматизмом на производстве и пагубным влиянием на здоровье населения. Угольная пыль, попадающая в атмосферу при добыче и транспортировке угля, повышает риск развития злокачественных опухолей, врождённых патологий, респираторных и сердечно-сосудистых заболеваний. Уже по оценкам 2012-го каждый российский шахтёр имел минимум два профессиональных заболевания, что делало отрасль одной из самых опасных. Так, в Кемеровской области, на территории которой расположено 52 разреза, ожидаемая продолжительность жизни на 3—4 года меньше, чем у среднестатистического россиянина. В среднем в результате аварий на предприятиях угольной отрасли ежегодно гибнет не менее 50 человек.
В 2020-м угледобывающие районы Сибирского федерального округа лидировали в стране по уровню загрязнения окружающей среды. Природоохранные мероприятия для снижения негативного эффекта угледобычи крайне дороги, поэтому предприятия либо не имеют на них средств, либо намеренно на них экономят. Нередко угледобывающие компании нарушают технические и экологические нормы, размещая производство вблизи с населёнными пунктами. Власти регионов зачастую действуют в интересах отрасли и конкретных угольных предприятий, ситуацию усугубляет коррупция в проверяющих структурах.

## История

### XVII—XIX века
В Киевской Руси в производстве железа использовали дерновые, озёрные и болотные руды. Хотя существуют свидетельства, что уже в IX—X веках жители современного Донецкого бассейна добывали каменный уголь, большинство исследователей указывает рубеж XVII—XVIII веков как начало активных геологоразведочных работ. О залежах ископаемого угля на территории России, предположительно, известно с 1696 года, когда во время одного из походов Петра I руда была найдена в окрестностях Донецкого бассейна. Царю приписывают фразу: «Сей минерал, если не нам, то нашим потомкам зело полезен будет». Инициированное Петром бурное развитие металлургии повлекло сведение ценных лесов. В результате была развёрнута активная деятельность по изучению недр страны и поиску угольных месторождений — этой работой занимались учреждённый в 1700—1711 годах Приказ рудокопных дел и основанная в 1719-м Берг-коллегия. В первой трети XVIII века были организованы экспедиции в районы современных Бахмута, Лисичанска, Шахт и других регионов. Предположительно, первым бассейн в районе рек Дон, Кундрючья и Осередь задокументировал Григорий Капустин в 1721 году. К этому же периоду относится открытие Подмосковного бассейна, а также месторождения в районе города Кизел на Урале, «горелой горы» в Томском уезде Сибирской губернии. В 1722 году был выпущен указ о «О приискании на Дону и в Воронежской губернии каменного угля и руд». Последующее десятилетие росло количество сообщений о залежах угля по всей стране, но запасы долго оставались невостребованными, так как в промышленности уголь использовали ограниченно. Начало освоения Донецкого бассейна связывают со строительством Луганского чугунолитейного завода в 1799 году, начало освоения Кузнецкого — с началом работы в 1851-м Бачатской каменноугольной копи, принадлежавшей Кабинету Его Императорского Величества. Добытый в Сибири уголь отправляли на металлургические Гавриловский и Гурьевский заводы, где его использовали при выплавке серебра и железа. На 1855 год общая добыча угля в стране составляла 9,5 млн пудов (152 тыс. т), в 1860-м — уже 18 млн пудов (288 тыс. т). В конце XIX века по территории Кузбасса проложили Транссибирскую железную дорогу, что способствовало дальнейшему промышленному освоению региона. И в 1896 году добыча в России увеличилась до 569 млн пудов (9,1 млн т), что делало страну шестой по этому показателю в мире.
В 1900 году, несмотря на примитивное оборудование шахтёров и высокий уровень травматизма и смертности на производстве, объёмы национальной добычи превысили 11 млн т. В этот период основная добыча велась на юге страны в Донецком бассейне, значительно меньшую роль играли Подмосковный и Уральский каменноугольные районы и совсем небольшую — только начавшие развиваться районы Сибири и Средней Азии. Например, разработка Кузнецкого бассейна на рубеже XIX—XX веков давала всего около 0,15 % всей добычи. В стране действовал Горный департамент, входивший в министерство государственных имуществ и занимавшийся статистическим учётом в горнозаводской промышленности. Законодательно владельцами недр являлись хозяева земельных участков, которые могли вести добычу самостоятельно. В результате отрасль была сильно фрагментирована, и в отдельных регионах были изданы указы о «горной свободе», способствовавшие развитию монополистических организаций в России. Начали формироваться крупные угольно-металлургические предприятия как, например, «Акционерное общество для торговли минеральным топливом Донецкого бассейна» («Продуголь»). Крупнейшими владельцами копий на юге страны являлись французские и бельгийские компании, под контролем которых находилось также до 95 % производства металла в регионе.

### XX век
В начале XX века были изданы первые нормы, регулирующие технику безопасности на угольном производстве. Закон 1903 года «О вознаграждении потерпевших вследствие несчастных случаев рабочих» обязал углепромышленников создавать горноспасательные станции. И всё равно в 1914 году убыль рабочих рук из-за гибели и травматизма, например, в Донбассе оставалась больше, чем в целом по стране (около 27 %). Одновременно добыча продолжала расти: в 1900—1913 она выросла в 2,2 раза превысив 36,1 млн т (80 % — каменный уголь, 16,4 % — антрацит). Более двух третей добычи обеспечивал Донецкий бассейн, ещё около 19 % — бассейны Царства Польского. Всего в Российской империи насчитывалось свыше 550 угольных рудников и более 1 тыс. шахт, а число рабочих достигало 225 тысяч человек. Тем не менее, угольная промышленность не обеспечивала необходимых объёмов топлива из-за роста железнодорожных перевозок и металлургического производства в военный период.
После Октябрьской революции объёмы добычи угля сократились и вернулись к показателям конца XIX века. В 1922 году в стране было добыто 11,3 млн т угля, чего было недостаточно для промышленности. Практически одновременно угледобывающие центры страны начали смещаться на восток. Например, в 1917 году на Урале добывали уже 1,2 млн т против 448 тыс. т шестью годами ранее. Благодаря реализации плана ГОЭЛРО и восстановлению промышленности в 1922—1928 годах объёмы добычи угля выросли более чем в 3,5 раза и достигли 35,5 млн т. Позднейший курс на форсированную индустриализацию предполагал увеличение угледобычи до 160—170 млн т в год к концу первой пятилетки в 1933-м. Это было возможно только при активном развитии угольной промышленности, и в 1920—1940 годах в эксплуатацию были введены 285 новых шахт с общей годовой производственной мощностью более 100 млн тонн. Их горняков оснащали новыми технологиями: врубовыми машинами, бурильными и отбойными молотками, погрузочными машинами и другой техникой.
Для обеспечения предприятий сектора специализированными руководящими кадрами были образованы Всесоюзный научно-исследовательский угольный институт (1929), Государственный проектно-конструкторский институт «Гипроуглемаш» (1935), Институт горного дела АН СССР (1938) и другие. Но из-за нехватки простых рабочих власти были вынуждены использовать принудительный труд спецпереселенцев, главным образом, раскулаченных. Например, за 1930—1932 годы только в Кузбасс было отправлено 61 тысяча спецпереселенцев, большинство из которых трудились в металлургической и угольной промышленности. К 1930 году такие рабочие составляли уже более 40 % рабочей силы комбината «Кузбассуголь».
В 1940 году угле угольная промышленность занимала доминирующее положение в топливном балансе страны. В ходе военных действий 1941 года были оккупированы шахты Донецкого и Подмосковного угольных бассейнов, а также многие заводы чёрной и цветной металлургии. Так, в 1943 году донбасские шахтёры смогли обеспечить только 4 млн т угля. Основная угледобыча в стране сместилась в Кузнецкий угольный бассейн, где на тот момент вырабатывали более четверти общесоюзной добычи — почти 25 млн т. На уральских шахтах также выросли показатели — в 2 раза по сравнению с довоенным периодом. В целом военные годы характеризовались ростом добычи угля: в 1941—1945 годах среднесуточная производительность увеличилась в более чем в пять раз до 372 тыс. т. Этому способствовало введение в эксплуатацию 167 шахт и 13 разрезов мощностью в 90 млн т.
В послевоенные годы наметился стабильный рост производительности отрасли. В 1958 году СССР впервые занял первое место в мире по объёмам добычи угля — 493, 2 млн т. Страна удерживала лидирующие позиции позицию в течение последующих 20 лет, в частности благодаря развитию технологий. В этот период СССР являлся одним из мировых лидеров по конструированию и производству оборудования для очистных механизированных комплексов. Среди шахт с наибольшим показателем добычи числились «Воргашорская» (Печорский бассейн, мощность 4,5 млн т в 1975 году); «Распадская» (Кузбасс, мощность 6 млн т в 1973 году); «Должанская-Капитальная» (Донбасс, мощность 4 млн т в 1981 году); «Тентекская» (Караганда, мощность 4 млн т в 1979 году); крупнейшая в мире сланцевая шахта «Эстония» (мощность 9 млн т в 1972 году).
В 1988 году угледобыча достигла своего пика составив — 771,8 млн т, что делало СССР третьей в мире после США и Китая. Однако в промышленно развитых странах уголь начали заменять другими видами топлива, что сказалось на спросе. Даже внутри страны его удельный вес в топливном балансе снизился с 59 % в середине 1950-х годов до 20 % в 1970-х. На работоспособность отрасли начали сказываться накопленные проблемы. Подавляющая часть шахт страны работала более 40 лет, вела добычу в сложных горно-геологических условиях или на маломощных пластах. Повсеместно игнорировались правила техники безопасности, температура в шахтах во время добычи могла достигать 36—37 градусов. Именно из-за неприемлемых условий труда в 1989 году началась первая забастовка шахтёров в Междуреченске, за которой последовала серия протестов на фоне реструктуризации отрасли и задержек с выплатами зарплаты в 1990-х годах.
3 июля 1991 года Верховный совет РСФСР принял закон «О приватизации государственных и муниципальных предприятий». Уголь оставался единственным видом энергоресурсов, на который правительство ещё удерживало цены, так как их рост грозил удорожанием ряда промышленной продукции до 17 раз. Дотации для поддержания угледобывающих предприятий в 1992—1993 годах составили $5–6 млрд. Но на фоне дешевеющей нефти дальнейшее поддержание угледобытчиков стало невозможным. На тот момент только 6,3 % предприятий сферы работали с прибылью, более половины задействованного в отрасли оборудования исчерпало свой проектный ресурс. Угледобыча оставалась одной из наиболее опасных отраслей: на каждые 700 тыс. т добытого угля приходилась 1 смерть. Недовольство шахтёров вылилось в массовые забастовки, в результате правительство было вынужденно принять требования об увеличении отпусков и сокращении рабочих выходов. Шахтёры также выступали за экономическую самостоятельность и поддерживали национализацию угольной промышленности. Получив возможность выбирать руководителей предприятий и достаточно широкие права в реализации части добытого угля, трудовые коллективы стремились решить в первую очередь социально-бытовые проблемы на фоне возросшей инфляции. В результате ещё больше отставали темпы модернизации производств, ухудшались условия безопасности труда. Только на угольных предприятиях Кузбасса за 1991—1994 годы было травмировано 33248 горняков, из них 411 смертельно.
Реформирование угольной промышленности проводилось без какой-либо комплексной и долгосрочной федеральной программы. Снижение угледобычи политики объясняли «перепроизводством угля». В 1993-м задолженности по заработным и социальным выплатам рабочим отрасли достигли 3,7 миллиарда рублей. Значительная доля шахт и часть разрезов оставалась нерентабельной: в среднем суточная добыча забое в России составляла 1,5 тыс. т против 5—10 тыс. т в передовых странах. Только 18 предприятий страны работали менее 20 лет. При этом на государственном уровне отсутствовал какой-либо единый орган, занимавшийся всеми вопросами развития угольной промышленности. Кризис в отрасли требовал проведения реструктуризации, для реализации которой изначально правительство планировало закрытие минимум 90 шахт, но фактически были ликвидированы более 1800. Из эксплуатации в первую очередь выводились шахты с опасными условиями труда, с высоким травматизмом и трудоёмкостью производства. Добыча на территории Подмосковного угольного бассейна практически прекратилась, в Кузбассе и на Дальнем Востоке — снизилась на 39 %, на Урале — наполовину. Особенно негативно это сказалось на моногородах, где значительная часть населения лишилась работы.
Во время первого этапа приватизации угольных предприятий в 1993—1997 годах государство сохранило за собой крупные пакеты акций (60 %), хотя чиновники не могли эффективно ими управлять из Москвы. Власти не выделяли необходимых на ликвидацию угольных предприятий средств, например, из необходимых в 1997-м более 3 млрд рублей было выделено только 0,5 млрд. Инспекционные органы не проводили необходимые проверки и часть предприятий оказалась под контролем преступных группировок, посреднические фирмы задерживали или не переводили выплаты за отгруженный уголь. В результате в Кузбассе к 1996 году почти все угледобывающие предприятия оказались банкротами, более 80 % оборудования на них исчерпало свой проектный ресурс. Обновление отрасли замедляло отсутствие квалифицированных управленческих кадров и неэффективные меры правительства по подготовке специалистов.
В 1997 году правительство страны приняло решение о прямой конкурсной продаже угольных предприятий, находившихся в его собственности. Благодаря аукционам было приватизировано до 98 % российских угольных предприятий. Внешние инвесторы накапливали крупные пакеты акций, начался процесс перехода угольных предприятий во владение металлургических или энергетических холдингов. За 1996—1999 годы Международный банк реконструкции и развития предоставил более одного миллиарда долларов в качестве займов на структурную перестройку угольной промышленности России. Приватизация и закрытие убыточных предприятий помогли к 1999 году остановить падение основных валовых показателей отрасли: производительность труда выросла с 65,7 т в 1993-м до 103,4 т на одного рабочего в месяц. Вместо нескольких сотен отдельных шахт, действовало 30 крупных угольных компаний, общая численность трудящихся на которых составляла 370,8 тыс. человек. Но сохранялось тяжёлое положение действующих шахт: износ оборудования, отсутствие дисциплины труда и несоблюдение необходимых мер безопасности привели к ряду крупных аварий в 2000-х годах. Масштабная приватизация угольных комплексов продолжалась вплоть до 2004 году, крупнейшим собственником на рынке энергетического угля стала Сибирская угольная энергетическая компания.

## Добыча
Разведанные запасы угля
 категорий А+В+С1+С2 по основным
 бассейнам страны, 2017 год
 Канско-Ачинский — 118,1 млрд т
 бурого и каменного угля (51,7 %) Кузнецкий — 68,2 млрд т
 каменного угля (29,85 %) Иркутский — 12,2 млрд т
 бурого и каменного угля (5,34 %) Печорский — 7,5 млрд т
 каменного угля (3,28 %) Донецкий — 9,7 млрд т
 каменного угля (4,24 %) Южно-Якутский — 7,2 млрд т
 каменного угля (3,15 %) Минусинский — 5,5 млрд т
 каменного угля (2,44 %)
В разных регионах России за 1991—2020 годы объёмы добычи угля выросли в 1,7—16 раз. Тем не менее, общенациональный рост отставал от мировых темпов: если в 2000-м Россия обеспечивала 11,9 % мировой добычи коксующегося угля и 4,7 % — энергетического, то за последующие 14 лет эти доли снизились до 7,4 % (79,9 млн т) и 4 % (278,3 млн т) соответственно, что делало страну третьим и шестым экспортёром по этим показателям соответственно. Особенно негативный тренд был заметен после финансового кризиса, когда за 2008—2009 год угледобыча в стране сократилась на 8 %, до 302,6 млн т. Оживление мирового рынка к 2010-му способствовало последующему восстановлению показателей: добыча в стране выросла до 323 млн т, а в Кузбассе впервые за всю историю она достигла 185 млн т.
Государственная политика способствовала дальнейшему развитию сферы: в 2013 году в России ввели налоговые льготы для предприятий занимающихся добычей полезных ископаемых. В течение 2010-х годов были созданы территории опережающего развития «Южная Якутия» и «Чукотка», разработан комплексный инвестиционный проект по добыче и обогащению угля «Ургалугль» в Хабаровском крае. С 2015-го по всей стране реализуется программа комплексной ликвидации убыточных шахт, в 2016—2020 годах действовала программа лицензирования новых угольных месторождений. В 2018-м правительство заключило инвестиционный договор на развитие инфраструктуры Улуг-Хемского бассейна.
На фоне стимулирующих мер добыча угля в России непрерывно росла и в 2017 году впервые после перехода к рыночной экономике превысила 400 млн т в год. К 2019-му она достигла своего тридцатилетнего пика — 441,4 млн тонн. Около 77 % добытого составлял энергетический уголь, включая каменный, бурый уголь и антрацит, остальная доля приходилась на коксующийся. К 2020 году объёмы разработки пошли на спад: добыча составила 402,1 млн т, из них 313,4 млн т — энергетический уголь. В частности, снижение добычи на 12,2 % (42,5 млн т) наблюдалось в лидирующем по стране Сибирском федеральном округе. Но наибольшее сокращение было отмечено в Центральном округе, где падение составило 54,3 % (-86,7 тыс. т). Наибольший рост наблюдался в Дальневосточном федеральном округе (+2,4 % или 1832,3 тыс. т).
Большую часть угля в России добывают недорогим открытым способом: за период 2010—2019 годы доля открытой разработки выросла с 68 % до 79 %. Добычу в шахтах ведут с помощью проходческих комбайнов и конвейеров, буровзрывным способом, гидравлическим способом или с использованием отбойного молотка вручную. Около трети шахт в 2019-м работали на глубине более 500 метров, глубина двух шахт в Печорском бассейне превышала один километр. Средняя глубина добычи в стране составляла 482 метра. Для сравнения, в 2018-м этот показатель составлял только 431 метр. К 2020-му среднесуточная добыча из одного забоя достигла 48837 т/сутки, что было в 2,2 раза больше показателя 2010 года. Более 70 % угледобычи обеспечивали шахты и разрезы со среднегодовой мощностью 1,6 и 3 млн т соответственно (крупнейшая шахта страны «Инаглинская» — до 12 млн т).
Добыча угля в Европейской части России сокращается, что связано с высокой себестоимостью, истощением природных запасов и стагнацией европейских рынков сбыта. Центр российской угледобычи — Кузнецкий угольный бассейн в Западной Сибири, на него приходится около 57—58 % всей добычи. К 2030 году правительственная программа по развитию отрасли в Восточной Сибири и на Дальнем Востоке предусматривает увеличение доли этих регионов до 47 %. Рост производства происходит на фоне непрекращающихся протестных акций местных жителей, которые обеспокоены резким ухудшением экологии своих регионов из-за угольной пыли.
Утверждённый Правительством России план развития угольной промышленности до 2035 года предусматривает освоение новых месторождений в Якутии, Тыве, Хакасии, Забайкальском крае, Амурской и Кемеровской области, начало добычи антрацитов на Таймырском полуострове и в Арктической зоне. По разным прогнозам, намеченные проекты позволят к 2035 году увеличить добычу угля до 485—668 млн т. Из них на экспорт может уйти 259—392 млн т, что почти в 1,5 раза больше показателей начала 2020-х годов.

## Запасы
По оценкам 2012 года, общероссийские залежи составляли около 272,7 млрд т, из них 89 % — энергетический уголь. Основные запасы были сосредоточены в Западной и Восточной Сибири, тогда как на Дальневосточный регион приходилось только 28 %, на европейскую и уральскую части страны — 6 %.
По оценкам 2019 года, Россия по запасам угля занимала второе место в мире после США. Предположительно, на территории страны сосредоточено 15—18 % общемировых залежей (более 150 млрд т), чего достаточно для примерно 350—370 лет добычи при текущей скорости. Однако рентабельного угля — с учётом цен 2019 года на сам уголь, расходов на его добычу и транспортировку — должно хватить только на несколько десятилетий: не все из разведанных 22 бассейнов и 129 отдельных месторождений имеют промышленный потенциал. Около 85 % разведанных запасов сосредоточены в восьми бассейнах, запасы коксующихся углей — в четырёх. Наибольшая часть запасов (более 80 %) сосредоточена в Сибири, в частности в Кемеровской области расположено 44,2 % от общего объёма запасов. Государство спонсирует геологоразведочные работы, например, в 2006—2016 годах на них было потрачено 2,3 млрд рублей из федерального бюджета.
В начале 2020 года Министерство энергетики заявило о балансовых запасах угля в размере 275,5 млрд т, количество разведанных отдельных месторождений увеличилось до 146. Тем не менее, только 17 % запасов были вовлечены в освоение, а большая часть относилась к распределённому фонду недр: либо располагались на слабо освоенных территориях в суровых климатических условиях, либо состояли из дешёвых бурых углей. Самым крупным бассейном являлся Канско-Ачинский, заключающий свыше 80 % запасов бурых углей страны. Крупнейшие его месторождения — Бородинское, Березовское и Назаровское — заключали 22 млрд т запасов угля. Также масштабными являлись Абанское (30,6 млрд т), Итатское (19,4 млрд т), Урюпское (16,9 млрд т), Барандатское (16,3 млрд т) месторождения. Наибольший запас угля находился в Кузнецком бассейне (70 млрд т), половина которого относилась к коксующимся. Угли этого бассейна характеризуются низким содержанием серы, невысокой зольностью и высокой теплотворной способностью. Вместе Кузнецкий и Канско-Ачинский бассейны обеспечивали 70 % всех угольных запасов страны. Печорский бассейн характеризуется большим содержанием каменных углей (40 %) и значительной глубиной залегания пластов. В российской части Донецкого бассейна сосредоточено почти 80 % залежей антрацитов, но глубина их залегания превышает 1 км, а мощности пластов могут составлять только 1 м. Большая часть запасов Южно-Якутского бассейна разрабатывается в Нерюнгринском, Чульмаканском, Денисовском и Эльгинском месторождениях недорогим открытым способом. Наибольшим значением в Минусинском бассейне обладают Бейское и Черногорское месторождения.
| Угольный бассейн | Вид угля        | Субъекты РФ                            | Запасы категорий A + B + C1, млрд т | Запасы категории C2, млрд т |
| ---------------- | --------------- | -------------------------------------- | ----------------------------------- | --------------------------- |
| Канско-Ачинский  | Бурый, каменный | Кемеровская область, Красноярский край | 79,2                                | 38,9                        |
| Кузнецкий        | Каменный        | Кемеровская область                    | 53,7                                | 14,5                        |
| Иркутский        | Каменный, бурый | Иркутская область                      | 7,6                                 | 4,6                         |
| Печорский        | Каменный        | Республика Коми                        | 7                                   | 0,5                         |
| Донецкий         | Каменный        | Ростовская область                     | 6,5                                 | 3,2                         |
| Южно-Якутский    | Каменный        | Республика Саха (Якутия)               | 4,5                                 | 2,7                         |
| Минусинский      | Каменный        | Республика Хакасия                     | 5,1                                 | 0,4                         |

## Переработка угля
Процесс обогащения угля позволяет увеличить качество промпродукта за счёт сокращения содержания примесей. В процессе обогащения получают низкозольный или малосернистый концентрат, промежуточный продукт и отходы. Наиболее распространённым методом промышленной переработки угля является пиролиз, который протекает при температуре 480—900 °С в зависимости от типа первичного промпродукта. В процессе пиролиза уголь превращается в кокс, полукокс, воду, газы (НCO2, Н2S, CH4), масло и смолу (фенолы, гетероциклические соединения, нафталин, антрацен). Соотношение конечных продуктов зависит от характеристик угля, его подготовки, режима пиролиза и других факторов.
В 2008-м российские предприятия перерабатывали примерно 20 % добытого угля (против почти 100 % в Европе). Благодаря последовавшему росту числа перерабатывающих предприятий увеличивались и объёмы обогащения. В 2015—2016 годах объём переработки угля на обогатительных фабриках России составлял 180—184 млн т, почти половину из них — уголь для коксования. Бурый уголь практически не обогащался. В 2019—2020 годах объёмы производства ГОК составляли 205—207 млн т, обогащался почти весь добытый коксующийся уголь (99,9 млн т) и бо́льшая часть энергетического (106 млн т). В стране была 61 крупная обогатительная фабрика, из них почти 45 % предприятий было введено в эксплуатацию после 2000 года. 32 фабрики ориентировались на обогащение каменного коксующегося угля, 28 — каменного энергетического, пять — антрацита, одна — бурого угля. Наиболее распространённым методом обогащения являлась технология тяжелосредного обогащения, также часто встречались обогащение осадкой и флотацией, только на двух фабриках применялись методы сухого обогащения. Наиболее мощным предприятием являлся Распадская обогатительная фабрика (15 млн т/г), производственные мощности большинства других предприятий страны составляли 9 млн т/г.

## Предприятия
Распределение добычи угля (по горной
 массе) между российскими
 компаниями, млн т, 2019 год
 АО «СУЭК» (24,1 %) ОАО «УГМК» (9,8 %) «Евраз Груп С.А.» (5,8 %) АО «ХК «СДС-Уголь» (5,6 %) Группа «Сибантрацит» (5,3 %) ПАО «Мечел» (4,4 %) Прочие (45 %)
С завершением приватизации в 2000-х годах предприятия теплоэнергетической и металлургической отрасли стали формировать собственные сырьевые базы. «Сибирская угольная энергетическая компания» объединила ряд угольных предприятий Сибири и Дальнего Востока, добывавших в сумме около 30 % энергетических углей в России. На рынке коксующегося угля к 2011-му доминировали компании «Евраз групп», «Южный Кузбасс» и «Сибуглемет». Они обеспечивали 70—80 % добычи наиболее ценных твёрдых и полутвердых видов угля и занимали 57 % внутреннего рынка. Три основные углеобогатительные фабрики России — «Антоновская» (холдинг «Сибуглемет»), «Красногорская» (группа «Мечел»), «Бачатская энергетическая» — построили в 2001—2002 годах. Предприятие в Бачатском стало первым в стране, которое занималось обогащением каменного угля. Инвестиции в основной капитал предприятий угольной промышленности в этот период колебались от $376 млн в 2000 году до пика в $4113 млн в 2012-м с последующим снижением до $1095 млн в 2015-м. На фоне последовавшего падения цен на уголь финансовое состояние отрасли заметно ухудшилось: кредитная задолженность предприятий увеличилась в 3,4 раза и превысила 800 млрд рублей. К началу 2010-х годов большая часть оборудования всех российских угледобывающих предприятий устарела, 60 % экскаваторов и половина очистного оборудования на шахтах требовали замены, износ остального оборудования достигал 70 %. Обновление и внедрение мощных зарубежных машин только увеличивало нагрузки на очистные системы. Около 27 % мощностей обогатительных фабрик находилось в эксплуатации более 30 лет. Одновременно доля убыточных предприятий увеличилась с 3,5 % в 2011-м до 8,2 % в 2018-м.
Рост числа частных компаний, занятых в сфере угледобычи, обеспечил в 2011—2020 годах увеличение добычи угля более чем в 1,3 раза, было введено в эксплуатацию около 300 млн т новых мощностей. На начало 2021-го добычу угля в Российской Федерации вели 179 предприятий, в том числе 58 шахт и 121 разрез. Их потенциальная производственная мощность превышала 500 млн т. К 2018 году только в Кемеровской области действовало 54 обогатительных комбината, которые перерабатывали до 67 % добытого в области угля.
По данным RAEX Rating Review, к крупнейшим угольным компаниям России в 2021 году относились «СУЭК» с объёмом реализации более 483 млрд рублей, «Кузбассразрезуголь» — более 127 млрд рублей, «Стройсервис» — 78 млрд рублей, «Сибирский антрацит» — 44 млрд рублей, «Кузбасская топливная компания» — 39 млрд рублей, «Сибуглемет» — 39 млрд рублей, «Русский уголь» — 27 млрд рублей, Altraso Ventures Ltd — 29 млрд рублей, «Ресурс» — 27 млрд рублей, «Разрез Восточный» — 26 млрд рублей. Самая крупная компания — АО «СУЭК» — обеспечивала в 2019-м около четверти российского производства и была представлена в Кемеровской области, Красноярском, Забайкальском, Хабаровском и Приморском краях, республиках Хакасия, Якутия и Бурятия. Эта и другие угледобывающие компании активно наращивали угледобычу, доведя прирост до 10 млн т угля в год. Одновременно продолжалось развитие таких хорошо освоенных центров угледобычи, как Кузнецкий, Канско-Ачинский, Горловской и Минусинский бассейны. Угледобытчики осваивали месторождения в Восточной Сибири, на Дальнем Востоке и в Арктической зоне РФ:
- Бейское каменноугольное месторождение (Республика Хакасия) — строительство железнодорожных путей, связывающих Бейское каменноугольное месторождение с Транссибирской магистралью;
- Эльгинское месторождение (Якутия) — освоение, строительство Инаглинского и Денисовского горно-обогатительных комбинатов, подготовка к освоению Кабактинского месторождения;
- Апсатское месторождение (Забайкальский край) — промышленное освоение;
- Ургальский угольный комплекс (Хабаровский край) — модернизация и расширение;
- Улуг-Хемский угольный бассейн (Республика Тыва) — освоение Элегестского, Межегейского, Каа-Хемского, Улуг-Хемского и Чаданского месторождений, строительство железнодорожных магистралей;
- Ерковецкое буроугольное месторождение, Огоджинское и Сугодинское месторождения каменного угля (Амурская область) — освоение, строительство железнодорожных путей;
- Таймырский угольный бассейн (Красноярский край) — разработка Малолемберовского и Нижнелемберовского месторождение антрацитов;
- Беринговый угольный бассейн (Чукотский АО) — промышленное освоение Верхне-Алькатваамского и Амаамского месторождений.

Трудовое законодательство закрепляет минимальную долю постоянной заработной платы у горняков в размере 75 %, установлены обязательные выплаты на страховые взносы. Среднемесячная плата работников отрасли, занятых на производстве в 2020 году, составляла 57,8 тыс. рублей. Хотя она выросла в 2012—2020 годах на 80 %, в пересчёте на почасовую оплату оклад составлял около 5 долларов, что в четыре раза меньше заработка шахтёра в США. Чтобы поднять зарплату, горняки перерабатывают стандартные часы смены, нарушая разработанные на восьмичасовое нахождение под землёй нормативы и увеличивая риск профессиональной заболеваемости.
Производительность труда по сравнению с другими ориентированными на развитие угледобычи странами в России ниже. Например, объём добытого угля в пересчёте на одного рабочего даже в лучших российских шахтах в 3,8 раза уступает показателям Северной Америки, в 2,8 — Австралии, а для открытой угледобычи — почти в 5 и в 2 раза, соответственно. Это связано с выводом из эксплуатации шахт, низкими темпами модернизации и низким качеством техники и т. д.. При этом инвестиции в автоматизацию предприятий отрасли зачастую нерентабельны из-за высокой стоимости оборудования.
| Специализация    | Холдинги                 | Основные недропользователи         | Угольные бассейны          |
| ---------------- | ------------------------ | ---------------------------------- | -------------------------- |
| Угледобывающие   | АО «СУЭК»                | АО «Разрез Тугнуйский»             | Олонь-Шибирское            |
| Угледобывающие   | АО «СУЭК»                | АО «Разрез Харанорский»            | Харанорское                |
| Угледобывающие   | АО «СУЭК»                | ООО «Читауголь»                    | Татауровское               |
| Угледобывающие   | АО «СУЭК»                | ООО «Арктические разработки»       | Апсатское                  |
| Угледобывающие   | АО «СУЭК»                | АО «Приморскуголь»                 | Павловское                 |
| Угледобывающие   | АО «СУЭК»                | ООО «СУЭК-Хакасия»                 | Минусинский                |
| Угледобывающие   | АО «СУЭК»                | ООО «Восточно-Бейский разрез»      | Минусинский                |
| Угледобывающие   | АО «СУЭК»                | АО «Ургалуголь»                    | Буреинский                 |
| Угледобывающие   | АО «СУЭК»                | АО «СУЭК-Красноярск»               | Канско-Ачинский            |
| Угледобывающие   | АО «СУЭК»                | АО «Разрез Березовский»            | Канско-Ачинский            |
| Угледобывающие   | АО «СУЭК»                | АО «Разрез Назаровский»            | Канско-Ачинский            |
| Угледобывающие   | АО «СУЭК»                | АО «СУЭК-Кузбасс»                  | Кузнецкий                  |
| Угледобывающие   | АО ХК «СДС-УГОЛЬ»        | АО «Прокопьевский угольный разрез» | Кузнецкий                  |
| Угледобывающие   | АО ХК «СДС-УГОЛЬ»        | Разрез «Прокопьевский»             | Кузнецкий                  |
| Угледобывающие   | АО ХК «СДС-УГОЛЬ»        | ООО «ШУ Майское»                   | Кузнецкий                  |
| Угледобывающие   | АО ХК «СДС-УГОЛЬ»        | ЗАО «Салек»                        | Кузнецкий                  |
| Угледобывающие   | АО ХК «СДС-УГОЛЬ»        | ООО «Шахта Листвяжная»             | Кузнецкий                  |
| Угледобывающие   | Группа «Сибантрацит»     | ООО «Разрез Кийзасский»            | Кузнецкий                  |
| Угледобывающие   | Группа «Сибантрацит»     | ООО «Разрез Восточный»             | Кузнецкий                  |
| Угледобывающие   | Группа «Сибантрацит»     | ООО «Разрез Кийзасский»            | Горловский                 |
| Угледобывающие   | Группа «Сибантрацит»     | ООО «Разрез Восточный»             | Горловский                 |
| Угледобывающие   | Группа «Сибантрацит»     | ООО «Разрез Восточный»             | Огоджинское                |
| Угледобывающие   | ООО «Холдинг Сибуглемет» | ОАО «Междуречье»                   | Кузнецкий                  |
| Угледобывающие   | ООО «Холдинг Сибуглемет» | ОАО «УК Южная»                     | Кузнецкий                  |
| Угледобывающие   | ООО «Холдинг Сибуглемет» | ОАО «Шахта Антоновская»            | Кузнецкий                  |
| Угледобывающие   | ООО «Холдинг Сибуглемет» | ОАО «Шахта Большевик»              | Кузнецкий                  |
| Угледобывающие   | АО «Русский уголь»       | ОАО «Красноярсккрайуголь»          | Канско-Ачинский            |
| Угледобывающие   | АО «Русский уголь»       | АО УК «Разрез Степной»             | Минусинский                |
| Угледобывающие   | АО «Русский уголь»       | АО «Амурский уголь»                | Ерковецкое, Райчихинское   |
| Энергоугольные   | ЕВРОСИБЭНЕРГО            | ООО «Компания Востсибуголь»        | Канско-Ачинский, Иркутский |
| Металлургические | ОАО «УГМК»               | ОАО УК «Кузбассразрезуголь»        | Кузнецкий                  |
| Металлургические | ЕВРАЗ ГРУП С.А."         | ОАО ОУК «Межегейуголь»             | Улуг-Хемский               |
| Металлургические | ОАО ОУК «Южкузбассуголь» | Кузнецкий                          |                            |
| Металлургические | ПАО «Распадская»         | Кузнецкий                          |                            |
| Металлургические | ПАО «Северсталь»         | АО «Воркутауголь»                  | Печорский                  |
| Металлургические | ПАО «Мечел»              | ОАО УК «Южный Кузбасс»             | Кузнецкий                  |
| Металлургические | ПАО «Мечел»              | ОАО ХК «Якутуголь»                 | Южно-Якутский              |

## Потребление внутри страны
Начиная с 2010 года потребление российского угля внутри страны практически не растёт: в течение десятилетия оно колебалось от 179,4 млн т до 181 млн т в год. Существуют данные, что в 2012-м оно составляло 201,4 млн т, что делало Россию пятой в мире по этому показателю, однако всё равно потребление было на 12,6 % меньше, чем в 2000-м. По данным на 2013 год, доля угля внутри страны сократилась на 12,5 % по сравнению с 2008-м.
Внутри страны уголь проигрывает конкуренцию газу, цены на который регулируются государством. Сдерживание расценок на натуральный газ делает его более привлекательным топливом, особенно в сфере электроэнергетики и жилищно-коммунального хозяйства. По некоторым оценкам, уже в 2016 году уголь мог составить газу конкуренцию только в случае подорожания последнего в 2,5—3 раза. Одновременно российским компаниям выгоднее поставлять товар по более высоким ценам на внешний рынок, что увеличивает дефицит на внутреннем. Например, во время отопительного сезона 2021—2022 года региональные власти в нескольких районах Алтайского края не смогли запастись углём, так как угледобывающие комбинаты не отпускали его на внутреннюю продажу. Твёрдое топливо в эту часть края завозили преимущественно из Казахстана.
Так как в стране не существует единой системы госзакупок, между регионами может возникать конкуренция за более дешёвый уголь. Подорожание в первую очередь негативно сказывается на местных жителях, которые вынуждены оформлять кредиты, чтобы пережить холодное время года. Закупая уголь для нового отопительного сезона заранее, потребители стимулируют дальнейший рост цен и нехватку промтовара на внутреннем рынке. Для регулирования предложения Федеральная антимонопольная служба в 2021 году предложила установить обязательный минимальный объём продаж каменного угля, бурого угля и антрацита на бирже в размере 10 % от ежемесячных отгрузок продавца.

### Энергетика и металлургия
В основном уголь потребляют коксохимические заводы и тепловые электростанции, хотя доля угля в выработке электроэнергии постепенно снижается. Внутри страны наблюдается конкуренция между угольным и газовым топливом. Так, если в 2000 году доля энергии, вырабатываемой на угле, составляла 20 %, то к 2016-му она снизилась до 13,5 %, против 49 % у газовых ТЭС.
Особенно доля угля сократилась в топливном балансе уральских и дальневосточных ТЭС (с 25 % до 16 % и с 75 % до 56 % в 2005—2016 годах соответственно). Установленная мощность угольных ТЭС — наибольшая активная электрическая мощность, с которой электростанция может длительно работать без перегрузки — вдвое больше АЭС и больше ГЭС, благодаря чему они оставались рентабельны. Однако их доля в выработке электроэнергии постепенно снижалась. Например, в 2011 году Минэнерго докладывало о введении в эксплуатацию 5,8 ГВт генерирующих мощностей, но доля угля в выработке электроэнергии на ТЭС снизилась на 1,4 %. Недостаточные объёмы обогащения приводили к тому, что российские ТЭС использовали уголь разного качества и каждое предприятие зависело от поставок определённого типа промпродукта.
По объёмам угольной генерации энергии в 2017 году Россия замыкала десятку стран-лидеров. Наибольшую значимость угольные ТЭС получили в Сибирском федеральном округе, где обеспечивали чуть менее половины мощностей региона, а также в Дальневосточном (42 %) и Уральском ФО (21 %). Около 30 % мощностей на подобных ТЭС были старше 50 лет, для сравнения в Европе, США и Индии такое оборудование выводят из эксплуатации в среднем через 40-48 лет. Как результат, средняя российская угольная ТЭС выбрасывала в атмосферу больше вредных веществ, чем китайская.
В 2019 году Россия вошла в топ-13 стран по доле угольной генерации энергии. Потребление промтоплива на внутреннем рынке составило 202,4 млн т, из которых на обеспечение электростанций ушло 52 %, на коксохимические заводы — 16 %, на коммунально-бытовые нужды и частным потребителям — 13 %, прочим потребителям — 19 %. К 2020-му в России ввели ограничение на использование угля для выработки энергии и тепла, планировалась крупномасштабная газификация регионов. До 2035 года запланирована модернизация устаревшего оборудования российских ТЭС, что уменьшит внутренний спрос на уголь. Существует также перспектива сокращения потребления традиционных форм угля за счёт перехода к потреблению продуктов его глубокой переработки.
В 2008—2014 годах спрос на коксующиеся угли существенно не менялся и сохранялся на уровне 37-47 млн т, 80 % которых обеспечивали предприятия Кузнецкого бассейна. В 2015 году из 197,5 млн т внутреннего потребления коксохимические заводы использовали 36 млн т, ещё 23,9 млн т — металлургические и цементные заводы, ОАО «РЖД» и прочий бизнес. В металлургической промышленности наметилась тенденция на сокращение удельного расхода кокса за счёт перехода на более современные способы производства. Тем не менее, прогноз развития угольной сферы предполагал сохранение среднего потребления коксующихся углей на внутреннем рынке вплоть до 2030 года. Согласно оптимистичным прогнозам правительства, к 2035 году общее потребление угля внутри страны снизится до 170 млн т, из которых на электростанции уйдёт 87 млн т, на коксование — 40 млн т, на нужды жилищного и аграрно-промышленного комплекса — 14 млн т.

## Импорт и экспорт
Основными вызовами для отрасли являются нестабильность конъюнктуры угольных рынков и риск банкротства предприятий, рост мировой конкуренции, снижение потребления угля из-за эколого-климатических факторов, рост доли возобновляемых и развитие альтернативных источников энергии. С учётом этих рисков долгосрочная рентабельность угольной промышленности сомнительна. В то же время российские власти считают её перспективной отраслью и «будущим ТЭК», поэтому стремятся нарастить отгрузки. Чиновники прогнозируют рост потребления угля и расширение мирового рынка, называя уголь одним из драйверов развития экономики. Однако по некоторым оценкам, что уже на 2020 год Россия производила больше угля, чем могла потребить или экспортировать. Например, только в Кузбассе ежегодно скапливается по 5 млн т угля низкого качества, транспортировка которого нерентабельна.
Международное энергетическое агентство в своём прогнозе World Energy Outlook 2020 предсказывало
снижение общемирового потребления угля к 2040 году, так как ряд европейских стран стремился отказаться от ископаемых видов топлива. Ряд экспертов прогнозировал рост международной торговли российским углём с 1,45 млрд т в 2019 году до 1,52—1,64 млрд т в 2035-м, из которых 80 % прироста обеспечит Азиатско-Тихоокеанский регион. Ожидалось, что это увеличит вклад угольной отрасли в ВВП страны в 1,5—2,5 раза, объём налоговых поступлений — в 1,6—2,6 раза. Однако после начала военного конфликта на Украине ряд стран заявил об отказе от российских энергоносителей. Хотя Россия являлась одним из крупнейших поставщиков угля в Европу, о намерении значительно сократить или полностью прекратить закупки декларировали власти Великобритании, Германии, Франции, Польши. Президент США объявил о полном запрете на импорт российского угля, китайские компании также ограничили его закупки.

### Экспорт
| Название  | Перевалка млн т, 2018 год | Перевалка млн т, 2019 год |
| --------- | ------------------------- | ------------------------- |
| Усть-Луга | 25,31                     | 29,62                     |
| Восточный | 24,21                     | 25,57                     |
| Ванино    | 24,02                     | 25,55                     |
| Мурманск  | 16,01                     | 15,87                     |
| Находка   | 8,16                      | 9,44                      |
| Шахтёрск  | 7,02                      | 8,77                      |
| Высоцк    | 7,89                      | 6,30                      |
| Посьет    | 5,30                      | 5,64                      |

Направления экспорта угля в 2020 году
 (оттенками зелёного отмечены страны Европейского
 региона, оттенками красного — Азиатского)
 Китай (17 %) Южная Корея (12 %) Япония (10 %) Тайвань (5 %) Другие азиатские страны (10 %) Турция (7 %) Германия (7 %) Нидерланды (7 %) Польша (4 %)  Страны ОЭСР (8 %) Украина (5 %) Марокко (4 %) Другие (6 %)
После перехода к рыночной экономике российские производители угля активно наращивали объёмы экспорта: за 1997—2020 годы доля страны на мировом рынке выросла в 4 раза и достигла 15 %. При этом только в последнее десятилетие Россия обеспечивала более 50 % от прироста международных поставок. Рост экспорта угля в условиях стагнации внутреннего потребления — главный драйвер наращивания его добычи. Так, к 2014 году российский угольный экспорт достиг 19,4 млн т, что составило 6,1 % от общемирового показателя (4-е место в мире). Одновременно экспорт коксующегося угля составлял 132,2 млн т, что сделало страну 3-й в мире по этому показателю. С 2016 года на экспорт отправляли больше угля, чем на внутреннее потребление, а на 2018-й соотношение составляло уже 54 % к 46 % соответственно. Но внешние рынки характеризуются нестабильной конъюнктурой, что связано с долгосрочным снижением цен и увеличением среднего расстояния перевозки угля. Например, если за 2010—2018 годы в балтийских и дальневосточных портах отгрузки спотовые цены снизились на 7,6 % и 19,8 % соответственно, а в период 2018—2019 годов цены рухнули на 47,5 и 26,6 %. Но даже в условиях высокой конкуренции российский уголь оставался востребованным более чем в 60 странах мира.
Многие государства сокращают потребление угля или декларируют такие планы. Например, в Китае действует программа перехода на возобновляемые источники энергии для электрогенерации. В ЕС снижению потребления угля способствует ужесточение экологических норм, например, углеродный налог. В США в 2005—2015 годах меры по ограничению добычи позволили снизить долю вырабатываемой на угле электроэнергии с 50 % до 36 %. В 2010—2020 годах было закрыто 25 % угольных мощностей страны, но последовавший рост цен на газ привёл к росту добычи в 2021-м (+7 %). Тем не менее, президент Джо Байден заявил о намерении добиться 100 % сокращения углеродных выбросов к 2035 году. Российские чиновники называют опасения развитых стран о вреде угля «данью моде», указывая, что эмиссия на современных предприятиях может быть снижена даже при максимальной производительности. Они уверяют, что «зелёные» меры не повлияют на развитие сферы и приносят «мизерные результаты». Ориентированность на развитие угледобычи во многом определяет международную политику России. Например, в 2021-м Россия наложила вето на проект резолюции Совета Безопасности ООН, в котором изменение климата рассматривалось как угроза миру и международной безопасности. В частности, документ содержал пункт о постепенном отказе от угольной энергетики.
Кроме заявлений о переходе к безуглеродной экономике, опасения вызывает конкурентоспособность российских предприятий на мировом рынке. Часть российских экспортёров расположены далеко от своих рынков сбыта, при этом тарифы на железнодорожные перевозки угля постоянно растут. Так, развитие добычи в Восточной Сибири сокращает дистанцию поставок в страны Азиатско-Тихоокеанского региона, но увеличивает длину транспортировки в западном направлении. Если в Австралии и Индонезии расстояние от мест добычи до угольных терминалов в морских портах составляет зачастую десятки километров, то в России оно может превышать четыре тысячи километров. Ни один другой международный экспортёр не осуществляет поставки на такие расстояния. Ориентация отрасли на экспорт увеличивает конечную стоимость угля: в 2010—2018 годах себестоимость добычи выросла в 2,6 раза, а стоимость транспортировки — в 2 раза.
Транспортировка угля зависит от пропускной способности российских железных дорог. В 2010—2020 годах доля угля в грузообороте РЖД составляла от 35 % до 44 %. Основными железнодорожными магистралями транспортировки являются Байкало-Амурская и Транссибирская магистрали, которые требуют модернизации в связи с увеличением поставок и износом инфраструктуры. Именно ограничения пропускной способности железнодорожных путей стали одним из основных препятствий для наращивания разработки угля в 2020-м, в связи с чем она составила 394—402,1 млн т вместо запланированных 500. Решение логистических проблем для стабильного роста экспортных поставок требовало значительных инвестиций: на реализацию проектов по расширению магистралей правительство выделило 696 млрд рублей, что должно было позволить к 2024 году ввести в эксплуатацию 340 км дополнительных путей только на Байкало-Амурской магистрали. Тем не менее субсидий государства недостаточно для нужд РЖД, и компания стремится повысить существующие тарифы на перевозку угля или привлечь угольные компании к софинансированию строительства новых железнодорожных магистралей. Рост цен на транспортировку может сделать её нерентабельной, особенно на фоне падения цен в европейском регионе. А в восточном направлении существующая железнодорожная инфраструктура способна пропускать к портовым городам примерно вдвое меньше необходимого количества. В 2020 году количество вывезенного в восточном направлении угля составило только 120 млн т, тогда как по оценкам Марата Хуснуллина потребность в вывозе достигала 250 млн т. Проект расширения железнодорожной сети в регионе реализовывался с задержками, из-за чего было под сомнением заявленное увеличения пропускной способности до 180 млн т к 2024 году.
Несмотря на проблемы отрасли, на 2020 год Россия являлась третьей в мире по объёму экспорта угля, обеспечивая 16 % глобальных поставок или 212,2 млн т. Около 20 % от экспорта приходилось на страны Европы (45 млн т), ещё 37 млн т — на Китай. Угольные компании страны осваивали рынки Японии, Республики Корея, Тайваня, Индии, Малайзии, Вьетнама. Перевалка и отгрузка угля на экспорт осуществляется из портов: Восточный, Усть-Луга, Ванино, Мурманск, Посьет, Находка, Высоцк, Туапсе, Шахтёрск, Владивосток, Ростов-на-Дону.

### Влияние санкций на экспорт угля
После начала военных действий на Украине европейские политики заявили об отказе от российских энергетических ресурсов. Если в 2021 году страны Европейского союза ввезли угля на €5,1 млрд (43 млн т или более половины европейского импорта), то к концу 2022 года планировалось сократить ввоз российского энергоносителя на 45 %. Впервые подобные меры обсуждались в начале марта 2022 года, когда Германия, экономика которой наиболее зависима от поставок угля, возражала против таких мер. Но за месяц эскалации конфликта страна вдвое сократила импорт угля из России, а к осени планирует полностью прекратить его импорт. Кроме того, о запрете на ввоз российского угля и расторжении существующих соглашений заявляли также власти Польши и Франции. В начале апреля Европейский союз официально принял пятый пакет санкций против России, включающий запреты на импорт угля, древесины, химикатов и других продуктов. Запрет на российские энергоносители вступил в силу 10 августа, таким образом российские компании вынуждены перенаправить 38 % экспорта угля (82 млн т) из Европы и Украины в азиатские страны. Однако уже в начале марта китайские партнёры тоже стали отказываться от сделок из-за потенциальных репутационных рисков. Если до начала февральских событий Россия обеспечивала 14 % от импорта угля в страну, то в марте некоторые китайские банки ограничили финансирование фирм на покупку российского сырья. Одновременно о запрете на импорт российских энергоносителей, включая уголь, заявил президент США Джо Байден.
Санкции против России 2022 года привели к логистическим проблемам внутри страны. Приоритет на транспортировку грузов по загруженному Восточному полигону Байкало-Амурской и Транссибирской магистралей был отдан грузам внутрироссийского производства, товарам высокого передела и сырью для непрерывных производств. В результате уже за первый квартал 2022 года предприятия Кузбасса отгрузили угля на 18 % меньше, чем планировалось. Это грозило срывом контрактных обязательств перед азиатскими партнёрами, штрафами и разрывом соглашений. Кроме того, возросли объёмы складируемого угля, что традиционно связано с ростом запылённости и ухудшением экологической ситуации. Чиновники называли ситуацию «критической» и предлагали властям переориентировать транзитные грузы в контейнерах на доставку через Казахстан, дав приоритет экспортным товарам. Представители РЖД, в свою очередь, предлагали экспортёрам нарастить вывоз продукции через погранпереход Самур, Азербайджан и порты Каспийского моря. По данным российского Центра развития энергетики, к августу удалось наладить транспортировку угля благодаря введению квот на приоритетный вывоз в азиатском направлении для производителей угля. Таким образом, увеличение поставок на 22 % никак не сказалось на прибыли предприятий. Наоборот, компании столкнулись с риском банкротства при условии падения цен на уголь. Кроме того, морской экспорт угля был остановлен, так как страховые компании опасались западных санкций.
7 декабря 2022 года Bloomberg сообщил, что морской экспорт угля из России вернулся почти к самому высокому уровню за всю историю после того, как Европейский союз ослабил ограничения на транспортировку этого товара, упростив перенаправление объёмов в Азию. Поставки в октябре составили почти 16,6 млн тонн — чуть меньше уровня июня, который был самым высоким как минимум с 2017 года, свидетельствуют данные аналитической компании Kpler. Было отмечено, что ЕС запретил импорт российского угля и других товаров в блок с 10 августа. В сентябре Европейская комиссия выпустила исправленное руководство, в котором говорится, что предоставление услуг, таких как доставка, финансирование и страхование, необходимо для транспортировки угля и другие продукты за пределами ЕС должны быть разрешены, чтобы бороться с отсутствием энергетической и продовольственной безопасности во всем мире.
В январе-феврале по данным Центра развития энергетики (ЦРЭ) экспорт российского угля увеличился на 9% по сравнению с аналогичным периодом прошлого года.

### Импорт
Большое логистическое плечо объясняет необходимость импортировать уголь в некоторые регионы из соседних стран. Так, в 2017 году ООН сообщала, что в Россию ввезли 22,6 млн т угля. В 2021 году импорт составил 23,9 млн т, подавляющая доля поступила из Казахстана. Бо́льшую часть ввозимого угля составляет экибастузские энергетические угли для нужд электростанций, в основном — уральских. Власти прогнозируют к 2030 году увеличение потребления угля внутри страны до 220 млн т. Из них только около 56 % будут обеспечивать российские компании, оставшуюся часть должен составить импорт из соседних стран.

## Экономика
Угольная промышленность является важным источником пополнения федерального бюджета и занимает четвёртое место по объёму экспортной выручки, уступая только нефти, газу и продукции металлургии. За 2008—2018 годы суммарные налоговые отчисления отрасли и прочие выплаты предприятий в бюджеты всех уровней составили около 840 млрд рублей, из них только за 2018-й было внесено более 142 млрд. В 2019-м в результате падения цен этот показатель составил 100,9 млрд рублей. Объёмы валютной выручки предприятий достигали $16,8 млрд (для сравнения, поставщики газа обеспечили — $41,6 млрд). Из-за пандемии COVID-19 ожидалось снижение налоговых отчислений отрасли в 2020—2021 годах на 10 %, но в дальнейшем эксперты прогнозировали положительную динамику — до 150 млрд рублей в год к 2025-му.
Отрасль сильно зависит от волатильности цен на уголь, а также от импортных закупок оборудования, доля которого на шахтах составляла в 2018 году 57,2 %, на разрезах — 86 %. Во время затяжных периодов низких цен компании не имеют возможности модернизировать производство, вкладывать в защиту окружающей среды, обновлять транспортную и антиаварийную инфраструктуру. Например, в начале 2020 года, когда цены на уголь упали на 10 % из-за пандемии COVID-19, поставщики даже не могли реализовать добытый уголь и складывали его, ожидая скорого повышения цен. Власти отдельных стран могут намеренно сдерживать цены на продукты, для производства которых необходим уголь, что, в свою очередь, сказывается на спросе. К искусственному регулированию цен относятся, например, антидемпинговые пошлины ЕС на холоднокатаный плоский прокат и сварные трубы. Такие меры способствуют снижению экспорта стали, а следовательно — спроса на коксующиеся угли. С другой стороны, в периоды роста цен на уголь производители активно наращивают добычу, что может привести к нарушениям техники безопасности на производстве и авариям.
В 2020 году на предприятиях угольной промышленности было занято около 150 тысяч человек, ещё более 500 тыс. работали в смежных областях. Практически все разрабатываемые закрытым способом угольные пласты в России являются опасными хотя бы по одному показателю, например, более чем у 87 % из них высокий показатель взрывчатости пыли. Но при повышенном риске внезапного выброса метана на многих шахтах продолжают работы. Шахтёры сообщают о регулярных нарушениях техники безопасности, но коррумпированность инспекторов Ростехнадзора позволяет компаниям продолжать работы. Часто работники сферы замалчивают нарушения, опасаясь увольнений. В результате в 2021-м уровень смертельного травматизма на производстве достигал 0,14 случая на миллион тонн сырья, для сравнения в Австралии и США этот показатель не превышал 0,03. В среднем в результате аварий на предприятиях угольной отрасли ежегодно гибнет не менее 50 человек. Несмотря на развитие индустрии, ряд предприятий имеет долги по зарплате. Так, в 2021-м задолженность перед работниками только на одной шахте Кузбасса могла достигать 50-200 млн рублей.
От угольных предприятий зависят 30 моногородов с общей численностью населения около 1,5 млн человек. Жители шахтёрских городов подвергаются воздействию вредных веществ, концентрация которых в воздухе и водоёмах превышает допустимую. Уровень шума на улицах также зачастую превышает нормативы.
В современных условиях российская угольная отрасль столкнулась с небывалым внешним давлением: это и введенные санкции, и необходимость соответствовать жёстким экологическим требованиям, что неизбежно может к привести к закрытию части предприятий, разрыву цепочек добавленной стоимости (ЦДС), сложившихся в угольной и смежных отраслях.

## Влияние на здоровье
Крупнейшие аварии на угольных шахтах России 2000-2022 годы:
Взрыв на шахте «Листвяжная» 
 13 погибших (октябрь, 2004);
Взрыв на шахте «Есаульская» 
 25 погибших (февраль, 2005);
Взрыв на шахте «Юбилейная» 
 39 погибших (май, 2007);
Взрыв на шахте «Ульяновская» 
 110 погибших (март, 2007);
Взрыв  в шахте «Распадская» 
 91 погибший (май, 2010);
Обрушение в шахте «Северная» 
 36 погибших (февраль, 2016);
Взрыв на шахте «Листвяжная» 
 51 погибший (ноябрь, 2021).
Угледобыча опасна для здоровья как работников сферы, так и для населения профильных регионов. Среди работающего населения страны наиболее высокий уровень профессиональной заболеваемости регистрируется в угольной и металлургической промышленности. За время наращивания объёмов добычи угля в 2002—2011 годах этот показатель среди горняков Кузбасса вырос в 20 раз. На 2012-й каждый шахтёр в России имел минимум два профессиональных заболевания. Наиболее высокий уровень профпатологий наблюдается в Кемеровской области, где большая часть населения занята на предприятиях угледобычи. В 2021 году областной показатель превышал общероссийский в 8,8 раза. Количество случаев смерти от болезней органов дыхания составляло 62 на 100 тысяч человек, хотя в целом по стране этот показатель не превышал 39,5. Помимо заболеваний органов дыхания (пневмокониозов, профессионального бронхита) работники отрасли часто страдают сердечно-сосудистыми заболеваниями (ишемической болезнью сердца, артериальной гипертензией). Хотя специфическое для работников угольной промышленности заболевание — карбокониоз — регистрируется редко (в 2014-м только 0,86 % среди всех выявленных профессиональных отклонений).
Пылевая патология лёгких связана со структурно-функциональными изменениями в сердце, которые усугубляются при наличии сопутствующей сердечно-сосудистой патологии. Например, у работников угольной промышленности со стажем могут развиваться доклиническая систолическая дисфункция левого и правого желудочка сердца. Кроме того, длительное воздействие угольной пыли на организм связано с концентрическим ремоделированием желудочков и продольной деформацией левого желудочка. Угольная пыль, попадающая в атмосферу при добыче и транспортировке угля, может стать причиной развития онкологических заболеваний. Так, смертность от злокачественных новообразований в угледобывающем и одном из самых экологически неблагоприятных регионов страны — Хакасии — за 2010—2020 годы выросла на 14,2 %. Наиболее распространены рак лёгкого, трахеи и бронхов. При этом в 2017-м республика стала третьей в стране по количеству одногодичных летальных исходов от онкологических заболеваний. В Кемеровской области в 2009—2018 годах смертность от новообразований выросла на 4,5 % до 236,1 на 100 тысяч населения, что на 7,4 % выше среднероссийского показателя. Таким образом, раковые заболевания стали второй наиболее частой причиной смерти в регионе.
В местах угледобычи наблюдаются повышенная заболеваемость и смертность населения в сравнении с районами, удалёнными от разрезов и шахт. Например, ожидаемая продолжительность жизни в Кемеровской области, на территории которой расположено 52 разреза, на 3—4 года меньше, чем у среднестатистического россиянина. Наиболее частой причиной смерти становятся заболевания системы кровообращения (более 40 %). Центр гигиены и эпидемиологии региона сообщал, что за 2005—2012 годы риск врождённой патологии в пересчёте на 1000 детей увеличился вдвое, а в отдельных районах — в 28,2 раза.
Помимо профессиональных заболеваний, угледобыча сопряжена с повышенным травматизмом и авариями на производстве. Наиболее частыми среди них являются взрывы, связанные с выбросом газов. Так, наибольшая аварийность в России была зафиксирована в 2007 году, когда в результате 21 аварии погибло 232 человека. За последующее десятилетие среднегодовое количество смертей удалось снизить до 50, что всё равно было значительно больше показателей развитых стран. Например, в США за год погибает не более 10 горняков.
По количеству травм на производстве угольная промышленность является наиболее опасной отраслью. В ориентированных на угледобычу регионах страны уровень травматизма работников превышает общероссийский показатель, например, в Кузбассе он выше в два раза. Только за 2012—2022 годы на шахтах региона произошло 16 крупных аварий. Основными причинами являются: проведение работ без проектно-технической документации, недостаточный производственный контроль, отсутствие контроля условий труда, отсутствие у сотрудников средств индивидуальной защиты, недостаточная оснащённость предприятий, отсутствие обязательного инструктажа, низкая производственная дисциплина и другое. Руководство предприятий стремится максимально увеличить добычу в периоды повышения цен на уголь, что приводит к нарушениям техники безопасности. Но обычно даже после крупных взрывов владельцам угольного бизнеса удаётся избежать серьёзной ответственности или финансовых потерь, а компенсационные выплаты семьям погибших и пострадавших значительно ниже потенциальной прибыли от агрессивной добычи. Именно поэтому руководство фактически не заинтересовано в соблюдении технических норм.
С 2009 года правительство реализует программу по улучшению условий и безопасности труда. Такие системы оповещения и поиска людей, как «Гранч» и «Горнас», позволили снизить в 2008—2019 годах уровень смертельного травматизма, по официальным данным, с 0,19 до 0,04 случаев на миллион тонн сырья. Но СМИ сообщают, что в 2021-м показатель составлял примерно 0,14 случаев, для сравнения в Австралии и США он равнялся 0,01—0,03.

### Крупнейшие аварии отрасли (2000—2022)
Взрыв метана на шахте «Тайжина»
В апреле 2004 года в шахте произошёл взрыв, причиной стало повреждение силового кабеля из-за обрушения породы. На момент взрыва в шахте находилось 53 человека, из которых только шестеро остались в живых. Очевидцы утверждали, что высокая задымлённость и жара затрудняли условия работы, но уголовное дело было прекращено из-за отсутствия состава преступления.
Взрыв на шахте «Есаульская»
Во время ликвидации пожара 2005 года на шахте произошёл взрыв метана, в результате которого погибли 25 горноспасателей. Во время расследования в шахте была найдена ложка, в связи с чем губернатор Кемеровской области Аман Тулеев обвинил в аварии «шахтёров-наркоманов», которые якобы разводили открытый огонь и употребляли наркотики прямо в шахте. Через год дело было прекращено, а взрыв назвали результатом «непрогнозируемого стечения обстоятельств».
Взрыв на шахте «Юбилейная»
В результате короткого замыкания в июне 2006 года на шахте «Юбилейная» произошёл взрыв. Погибли 39 из 217 находившихся на смене шахтёров. Специальная комиссия установила, что в момент работ датчики метана были неисправны. Глава Ростехнадзора Константин Пуликовский заявлял, что губернатор Кемеровской области знал о нарушениях на шахте. В ответ Аман Тулеев обвинял Ростехнадзор в проектировочных ошибках на участке шахты. В результате к ответственности никто привлечён не был.
Взрыв метана на шахте «Ульяновская-Усковская»
19 марта 2007 года на шахте произошёл взрыв, во время которого погибли 110 человек, включая почти всё руководство и представителя международного холдинга International Metalworking Companies. Установленные датчики газового контроля не улавливали превышения метана, так как работники «Южкузбассугля» намеренно изменили максимальные показатели в системе. Суд приговорил инженера и диспетчера участка к 3,5 годам колонии-поселения и 3 годам условно, незначительные сроки получили бригадир и электрослесари, но дела против руководителя предприятия и государственных инспекторов были прекращены в 2013—2014 годах за истечением срока давности. Бывший директор шахты «Ульяновская» Андрей Функ в 2015 году был приговорён к шести годам заключения, но уже через два с половиной года помилован указом президента.
Взрыв в шахте «Распадская»
В 2010 году взрыв произошёл на шахте «Распадская», в результате чего погиб 91 шахтёр, ещё 113 получили ранения. Во время следствия выяснилось, что многие из погибших не имели с собой специальных аварийных устройств с запасом с кислорода и задохнулись от угарного газа. Обвиняемыми следствие признало 15 работников угледобывающего предприятия. Суды проходили вплоть до 2020 года, когда дела были по очереди прекращены из-за истечения срока давности или смерти обвиняемых.
Обрушение породы в шахте «Северная»
В шахте «Северная» в Республике Коми авария произошла 25 февраля 2016 года. В результате выброса метана, двух взрывов и обрушения породы погибло 30 горняков. Во время последовавших розыскных работ произошёл новый взрыв — погибли ещё 6 человек. Следствие установило, что руководство управляющей компании систематически нарушало требования техники безопасности, стремясь нарастить объёмы добычи: датчики метана были выведены из строя, работы вели в условиях загазованности. Суд по делу начался осенью 2020 года, сама шахта была законсервирована.
Взрывы на шахте «Листвяжная»
В октябре 2004 года на шахте «Листвяжная» в результате взрыва погибло 13 шахтёров и пострадал 21 работник. Перед началом буровых работ был отключён вентилятор, и в течение последующих семи дней скопилась опасная концентрация метановой смеси. Ответственные лица не предприняли необходимых действий, нарушив технику безопасности, однако суд вынес ответственным условный приговор.Позднее экспертная группа подтвердила, что шахта долгое время работала с многочисленными серьёзными нарушениями.
25 ноября 2021 года на шахте произошёл взрыв метановоздушной смеси, в результате чего погиб 51 человек. Шахта принадлежит холдингу «Сибирский деловой союз», президент которого Михаил Федяев был арестован. Это первый случай в истории угольной промышленности Кузбасса, когда по делу о катастрофе обвинили собственника. Он заявлял, что компания не экономила на средствах безопасности, но работники сообщали о многочисленных нарушениях на производстве: им выдавали заклеенные скотчем датчики метана. СМИ сообщали о родственных связях главы регионального управления Ростехнадзора и взятках, которые получали инспекторы. Позднее экспертная группа подтвердила, что шахта долгое время работала с многочисленными серьёзными нарушениями.

## Экология
Угольная промышленность — одна из наиболее опасных для экологии отраслей. Угледобывающие предприятия загрязняют воздух и водные объекты, отравляют и уничтожают профиль почвы. Шахты и разрезы выбрасывают опасные отходы и промышленный мусор. Природоохранные мероприятия для снижения негативного эффекта угледобычи дорогостоящи. Например, только в 2017—2018 годах затраты угольных компаний на охрану окружающей среды выросли в 1,3 раза и составили 1,537 млрд рублей. Несмотря вложенные средства к 2021 году угледобыча катастрофически влияла на природу профильных регионов: только в Кузбассе она была ответственна за бо́льшую часть вредных выбросов в атмосферу. Заброшенные породные отвалы несут риски самовозгорания и загрязнения близлежащих природных объектов, но предприятия, закрывающиеся из-за банкротства, обычно не имеют средств на ликвидацию последствий своей деятельности. В результате на конец 2017 года площадь нарушенных земель составляла более 115 тыс. га, из которых 18 тыс. не подлежали дальнейшему использованию. Стоимость рекультивации одного гектара специалисты оценивают в 30-270 тыс. рублей. Ежегодные расходы на одну систему водоочистки могут превышать миллиард рублей, и зачастую у предприятий нет таких средств. В результате к 2020-му угледобывающие районы Сибирского федерального округа лидировали по уровню загрязнения окружающей среды в стране. А Кузбасс постепенно становился протестным регионом, где люди требовали реализации прав на чистую и безопасную окружающую среду.
Политики отрицают негативное влияние сферы на экологию страны, называя такие заявления «данью моде». Хотя «Стратегия долгосрочного развития Российской Федерации с низким уровнем выбросов парниковых газов до 2050 года» предусматривает снижение отходов от потребления угля, утверждённый Правительством России план развития промышленности до 2035 года рассчитан на увеличение угледобычи. Власти регионов нередко действуют в интересах угольных предприятий. Например, они отчуждают сельскохозяйственные земли под предлогом «государственных нужд» или переводят трассы общественного назначения в частное пользование, что позволяет начать на их месте разработку угля. Так, в 2018 году региональные власти стремились перенести участок трассы Новокузнецк — Костёнково, под которым залегают залежи антрацитов. Это привело к акциям протеста со стороны активистов и местных жителей, которые стремились защитить природу района, а позднее — к судебным разбирательствам.
Нередко угледобывающие компании нарушают технические и экологические нормы, размещая производство в непосредственной близости с населёнными пунктами. Они также стараются избежать затрат на социальные выплаты людям, которые живут в непосредственной близости к разрезам. Только в Кемеровской области на 2020-й более 200 тысяч жителей проживали на территориях, подлежащих расселению. Например, в Киселёвске, где угольные разрезы находятся на расстоянии нескольких метров от жилых домов, граждане были вынуждены жить на опасной территории, так как не удалось их расселить. После подземных пожаров 2019 года активисты обратились за международной поддержкой, попросив убежища у канадского премьера Джастина Трюдо. Несмотря на протесты россиян, такие действия не помогают кардинально изменить ситуацию. Журналистам, освещающим экологическую ситуацию, угрожают физической расправой. Чтобы скрыть реальные уровни загрязнения, угледобывающие компании нанимают собственные лаборатории, которые проводят замеры вдали от производств на границе санитарно-защитных зон. Тогда как данные Роспотребнадзора фиксируют 7—11-кратные превышения вредных веществ вблизи с детскими и лечебными учреждениями городов Кузбасса.
Экологи называют уголь «энергетическим наркотиком» или «топливом позапрошлого века», указывая на негативное влияние не только от его добычи, но и от использования. Хотя мировое потребление угля растёт, как растут и совокупные выбросы СО2 от его сгорания, государства Парижского соглашения стремятся ограничить потребление этого топлива. К 2050 году большинство развитых и развивающихся стран ставят задачу перейти на экономику с нулевым углеродным следом, поэтому вводят налоги на импорт угля. По мнению Владимира Путина, Россия сможет достичь углеродной нейтральности к 2060 году.

### Парниковые газы
Выбросы при добыче
Разработка угольных пластов сопряжена с выбросами метана, который заметно ускоряет темпы изменения климата на планете. По данным МЭА, метан сохраняется в атмосфере более короткое время, чем СО2, но его парниковый эффект на горизонте 20 лет в 80 раз выше, чем у углекислого газа, и в 30 раз выше — на горизонте 100 лет. Шахтный метан в России в основном залегает Кузнецком и Печорском угольных бассейнах, где ведётся активная угледобыча, средние концентрации газа могут достигать 15,7—32,1 м³/т. По разным данным, в 2005—2007 годах эмиссии метана из российских шахт составляли 1,25—1,9 млрд м³, примерно 70 % из которых составляли выбросы в Кузнецком бассейне . Тем не менее в стране отсутствовала политика по снижению метановых выбросов из районов угледобычи.
Данные Росстандарта значительно ниже замеров международных организаций. В 2016 году госорган заявлял, что во время добычи и обогащения угля в воздух поступило 879,5 тыс. т углеводородов, включая метан (большая часть), диоксид углерода, сероводород, оксид серы, ароматические углеводороды. Тогда как эксперты Global Methane Initiative сообщали, что только выбросы только метана из действующих угольных шахт и разрезов в России составили около 70 млн т 100-летнего эквивалента диоксида углерода. В 2020-м Global Energy Monitorза 2020 год, выбросы газа из угольных пластов России не уменьшились и также составляли около 70 млн т 100-летнего эквивалента диоксида углерода или 194 млн тонн — 20-летнего. Статистических данных о точном количестве заброшенных шахт и их выбросах не существовало. Но известно, что в 1990-х годах было закрыто большое число угледобывающих предприятий: в 2018-м насчитывалась только 61 подземная угольная шахта по сравнению с 225 в начале 1980-х годов. Часть ликвидированных производств затоплены, что делает любые проекты по улавливанию метана из них трудными или маловероятными.
О реальных масштабах эмиссий метана на российских горнодобывающих объектах свидетельствуют обнаруженные спутниками канадской компании GHGSat утечки на шахте Распадская в Кемеровской области — почти 90 тонн метана каждый час (764 тыс. т в год). Специалисты заявили, что выявили 13 отчетливых потоков газа в начале 2022 года. По их оценкам, такие выбросы метана сопоставимы с объёмом природного газа, необходимым для питания 2,4 млн домов в течение года. СМИ называли утечку «самой крупной» из когда-либо обнаруженных на одном объекте.
В ноябре 2011 года метан угольных пластов был признан самостоятельным полезным ископаемым и внесён в общероссийский классификатор. Лицензии на разведку или добычу шахтного метана распределяют региональные власти через тендеры. Газ извлекают как в шахтах во время эксплуатации газоносных угольных месторождений, так и с помощью целенаправленной скважинной добычи. Во время дегазации угольных шахт объёмы получаемого метана невелики и в основном идут на нужды предприятий в районах угледобычи. На 2015 год в России действовало только шесть проектов по утилизации шахтного метана, ещё два — находились в стадии разработки. В результате к 2017-му в России использовали только 10 % выделяемого метана, в то время как, например, в США утилизировали до 80 %. Оставшиеся 90 % метана из российских шахт не улавливали и он попадал в атмосферу. Скважинный способ добычи метана угольных пластов предусматривает способы интенсификации газоотдачи: гидроразрыв пласта, закачку через скважину воздуха или воздухо-воздушной смеси, воздействие на пласт током. Такие меры осуществляются отдельно от угледобычи, в неразрабатываемых пластах. Предположительно, запасы метана в основных угольных бассейнах страны на глубине не более 2 тысяч м составляют 83,7 трлн м³, из которых около 13 залегает в Кузнецком бассейне.
К моменту принятия Россией положений Парижского соглашения в 2019 году страна являлась четвёртой в мире по выбросам парниковых газов. С учётом разрабатываемых в 2021-м проектов угледобычи Россия должна была занять третье место в мире по ежегодным выбросам шахтного метана — 129 млн т эквивалента 100-летнего диоксида углерода. По оценкам Минэнерго, к 2050 году удастся снизить на 25 % выбросы всех парниковых газов от угольной промышленности. Это будет достигнуто в основном за счёт снижения добычи на 11 %, а также благодаря внедрению очистных и улавливающих технологий.
Выбросы при сжигании угля
Количество выбросов угольных ТЭС напрямую зависит от энергоэффективности производства: чем выше производительность предприятия, тем меньше на единицу энергии оно сжигает топлива и производит загрязнителей (оксидов азота, серы, золы). ТЭС, сжигающие бурый уголь, могут выбрасывать в атмосферу до 1200 т СО2 на один ГВт. Но даже так называемые угольные электростанции, работающие на технологии «чистого угля», выбрасывают до 800 тонн СО2 на один ГВт. И Международное энергетическое агентство не признаёт, что существующие технологии улавливания и захоронения углекислого газа на угольных ТЭС делает их экологичными. На 2017-й около 30 % мощностей на угольных ТЭС в России были старше 50 лет, для сравнения в Европе, США и Индии такое оборудование выводят из эксплуатации в среднем через 40-48 лет. Износ техники и недостаточная степень модернизации привели к тому, что средняя российская ТЭС выбрасывала в атмосферу больше вредных веществ, чем китайская. Ежегодные выбросы СО2 на подобных предприятиях в России составили 190 млн т (12,7 % от общего объёма эмиссий).
Среди других вредных эмиссий угольные ТЭС производят
оксиды азота, оксид серы, серный ангидрид, диоксид азота, бензапирен, сажу и неорганическую пыль. Суммарные выбросы радионуклидов некоторых угольных ТЭС выше, чем у АЭС сравнимых мощностей. Производители обязаны контролировать концентрацию вредных веществ как в дымовых газах, так и в непосредственной близости с землёй. Но требования к содержанию вредных веществ в выбросах электростанций в России до 10 раз менее жёсткие, чем в Китае. Кроме того, по данным Минприроды, ежегодно на российских угольных ТЭС образуется 22 млн т золошлаковых отходов. Так как уровень их утилизации сопоставим с показателями 1990-х годов (не более 10—15 %, против с 64 % в США и 97 % в Японии), площадь накопленных золоотвалов была к 2019-му сравнима с площадью Мальты.
В целом в России к 2020 году выбросы СО2 от сжигания угля для любых нужд достигли 356,95 млн т из 1,58 млрд т годовой эмиссии СО2. Эксперты называли перевод угольных электростанций на газовое топливо необходимым условием для улучшения экологической обстановки в России. Однако несмотря на то, что национальный проект «Экология» предусматривал до 2024 года около 500 млрд рублей инвестиций на подобные меры, российские власти отказывались экономически стимулировать сокращение выбросов СО2. Например, Минэкономики России не включило налог на выбросы СО2 в стратегию низкоуглеродного развития РФ до 2050 года.

### Сточные воды
Поверхностные воды, попадая в дренажные канавы, водосборники и коллекторы шахт и разрезов, смешиваются со взвешенными веществами и различными химическими соединениями. Очистные сооружения на предприятиях угольной промышленности зачастую либо отсутствуют вовсе, либо не обеспечивают нужный уровень защиты. В 2016-м при добыче и обогащении угля в водные объекты было сброшено 437,6 млн м³ сточных вод, 76 % из которых не очищались вовсе или были очищены недостаточно. Сброс загрязнённых вод в открытые водоёмы негативно влияет на экосистемы лесных и сельскохозяйственных угодий. Так, в 2019-м проверяющие органы сообщали, что обнаружили на разных объектах Хакасии сверхнормы железа, марганца, мышьяка, лития, бария, фенолов, соединений аммонийной группы. Жители отмечали, что в реке Абакан практически полностью исчезла популяция рыб из-за слива неочищенных вод из разрезов. В декабре 2019 года вся рыба вымерла в озере Турпанье из-за отравления жидкими отходами угольного производства. После открытия разрезов «Междуреченский» и «Красногорский» в Кемеровской области вода местных рек Казас и Мрассу стала непригодна для питья. Озеро Таёжное было превращено угольным разрезом в шламоотстойник. В результате деятельности разреза «Кизайсский» в окрестностях было серьёзно загрязнены ещё минимум 10 водоёмов, некоторые из которых — места нереста краснокнижных видов рыб. По данным Росгидромета, в 2021 году 82 % поверхностных вод в Новосибирской области оценивались как грязные, в Республике Алтай 66 % — как условно чистые или слабозагрязнённые.
Так как не существует органа, контролирующего их влияние на сточные воды, наращивание угледобычи может уничтожить крупные заповедные водные объекты. В 2019 году российско-китайское предприятие «Разрезуголь» готовилось начать угледобычу открытым способом вдоль русла реки Чикой в Забайкальском крае. Так как Чикой впадает в главный приток Байкала — Селенгу — активисты, экологи и местные жители выступали против проекта. Тем не менее, разрез был включён в план развития угледобывающей отрасли со сроком отработки 28—58 лет при ежегодной добыче 24 млн т в год и протяжённости карьера 100 км.

### Нарушение почв
Угольные шахты, отвалы и разрезы нарушают естественный профиль почвы, уничтожают почвенный и растительный покровы, сокращают площади сельскохозяйственных и лесных угодий. В результате увеличения добычи в 2012—2018 годах площади нарушаемых ежегодно земель увеличились с более 4 до 10 тыс. га. Тогда как площадь ежегодно рекультивируемых земель, наоборот, сократилась в 1,7 раза (с более 1000 га до 589 га). Например, в 2018-м только в Кузбассе угледобывающие предприятия нарушили 6,8 тыс. га, а восстановили — 107 га. На снимках из космоса за этот период заметно разрастание угледобычи, но не следы рекультивации. Собственники стремятся избегать затрат на восстановление земель, чтобы сократить операционные затраты в условиях жёсткой конкуренции. Стоимость восстановления одного гектара нарушенной земли может достигать 270 тыс. рублей. Компании скрывают реальные объёмы нарушенных и рекультивируемых земель или не сдают необходимую отчётность, в результате чего показатели Росстата и Росприроднадзора разнятся. Но даже когда компании засаживают отработанные земли заново, работы могут быть выполнены некачественно, о чём свидетельствуют многочисленные эндогенные возгорания 2021 года, например, в Беловском и Новокузнецком районах Кемеровской области.
Во время реструктуризации отрасли в 1994—2018 годах были ликвидированы угольные шахты минимум в 11 регионах страны. При этом большинство из признанных в 2000-х годах банкротами шахт были брошены без проведения рекультивационных или консервационных работ. Не существует органа, контролирующего их влияние на сточные воды. Министерство природных ресурсов неоднократно пыталось обязать предприятия иметь ликвидационный фонд, но угольные лоббисты рассматривают законопроект как меру скрытого налогообложения и препятствуют его принятию.

### Угольная пыль
Рост угледобычи на предприятиях отрасли в 2012—2018 годах привёл к увеличению вредных выбросов в атмосферу с 987 тыс. т. до 110 тыс. т. Тогда как количество уловленных и обезвреженных веществ, наоборот, сократилось с 1094 тыс. т до 488 тыс. т. Необходимое оборудование стоит дорого, и предприятия стараются по максимуму сократить расходы на очистку. В результате только в Кемеровской области, по официальным данным 2019 года, суммарный объём выбросов загрязняющих веществ в атмосферу равнялся 1,8 млн т или на 13,1 % больше, чем в 2018-м. Метан в общей массе выбросов региона составил 61,7 %, оксид углерода — 16,1 %, твёрдые частицы — 8,8 %, диоксид серы — 6,8 %. Ситуацию усугубляет климато-географические особенности области: бо́льшая часть промышленных выбросов не рассеивается в атмосфере, а осаждается в Кузнецкой котловине, образуя опасный фотохимический смог. Так, за 2018 год режим «чёрного неба» вводили в Кемерове 37 раз, в Новокузнецке и Прокопьевске — 18 раз. Через год в Кемерове его объявляли уже 44 раза, в Новокузнецке — 31 раз.
Открытая добыча угля более опасна для природы регионов, потому что связана с регулярными выбросами угольной пыли в атмосферу. Например, при взрывах породы на высоту до 1500 метров может подняться до 500 тонн пыли, которая долго рассеивается на расстоянии десятков километров. Оседая, она загрязняет и почву, и водоёмы, и поверхность растений, которыми питаются животные. Твёрдые отходы открытой добычи и отработанные породы сваливают в качестве искусственных насыпей и тоже могут становиться источниками пыли. Только за 2016-й в результате добычи и обогащения угля было образовано 3236,6 млн т отходов, из которых 47 % не были переработаны и были складированы на отвалах. Такие отвалы становятся источником промышленной пыли и уничтожают плодородный слой почвы. Во время добычи закрытом способом даже при орошении комбайнов или использовании водяных завес на исходящих струях воздуха пыль может попадать в системы вентиляции и воздухоочистки, которые выбрасывают её в атмосферу. Во время транспортировки добытой продукции угольная пыль распространяется на большие расстояния, загрязняя участки вдоль дорог и близлежащие посёлки. В некоторых случаях вопреки запретам техническое сообщение пускают по территории населенных пунктов.
Несмотря на очевидный вред природе регионов, угледобывающие предприятия зачастую не выполняют необходимые меры по консервации разрезов. Например, Челябинская угольная компания, принадлежащая депутату Заксобрания области Константину Струкову, должна была в 2017—2018 годах засыпать самый глубокий в Евразии угольный разрез глубиной 510 метров. Пыль из воронки загрязняла воздух в окрестных посёлках и городе, а неправильная разработка карьера грозила разрушением домов местных жителей, однако меры предприняты не были. Находящаяся на бортах разреза угольная порода стала причиной регулярных эндогенных пожаров. К 2020-му водохранилище, расположенное под разрезом, начало заполнять дно воронки, так как воду не откачивали, это грозило обрушениями горных пород. Власти планировали использовать отвалы для захоронений богатых ртутью отходов Томинского ГОКа, что могло ещё больше ухудшить экологическую катастрофу в регионе. На 2022-й шли судебные разбирательства, во время которых суд методично отклонял иски и ходатайства экологических активистов.
В портовых городах, как Владивосток и Находка, где запасы угля складируют в больших объёмах перед отправкой на экспорт, задымлённость угольной пылью так велика, что жителям сложно дышать, а «угольные облака» видны из космоса. После жалобы находовчан в прямой линии с Владимиром Путиным уголь стали разгружать в вечернее время суток, когда пыль не так заметна. Водные пушки, которые во время погрузок должны поливать промтовар водой для сокращения выбросов, используют редко или не по назначению. Ситуацию в городе усугубляет рельеф — окрестные сопки препятствуют движению воздушных масс и рассеиванию взвесей. В результате в 2018 году Находка возглавила список российских населённых пунктов с наибольшим атмосферным загрязнением.

## Регулирование
Деятельность угольных предприятий регулируется Федеральным законом № 81 «О государственном контроле в области добычи и использования угля», который закрепляет опасность угледобычи. Для защиты рабочих Правительство России устанавливает допустимые нормы содержания взрывоопасных газов в шахте, угольных пластах и выработанном пространстве. С 2011 года дегазация шахт необходима, когда метаноносность пласта превышает 13 м³/т и вентиляция не обеспечивает содержание метана менее 1 %. Нормативно-правовым регулированием сферы занимается Министерство энергетики России, которое совместно с Минприроды, Минэкономразвития, Минфином и Минтрансом осуществляет реализацию подготовленных правительством программ развития отрасли. Государственные органы также финансируют программы по реструктуризации угольной промышленности, ликвидации отработанных шахт и разрезов, социальной поддержке работников. МЧС России контролирует и руководит аварийно-спасательной службой для организаций по добыче и переработке угля.
Надзор за безопасностью и качеством угледобычи осуществляет соответствующее ведомство Ростехнадзора в регионах добычи. Чиновники контролируют проектирование, введение в эксплуатацию, работу и модернизацию производств, а также меры по предупреждению аварий и производственного травматизма, расследуют их причины; ведут Государственный реестр опасных производственных объектов; согласовывают годовые планы развития горных работ; подготавливают статистическую отчётность и организуют производственные инспекции и испытания мощностей; ведут учёт и хранение документации; возбуждают и рассматривают дела об административных правонарушениях. Стандарты, по которым работает орган, определены Федеральным законом «О промышленной безопасности опасных производственных объектов» и постановлением правительства «Об утверждении положений о государственном надзоре за безопасным ведением работ, связанных с пользованием недрами». Например, законодательно определено, что во время работ воздух в рудниках должен содержать не менее 20 % кислорода и не более 0,05 % углекислого газа. Органы надзора не принимают участие в выдаче лицензий на недропользование. Этим занимается Федеральное агентство по недропользованию в соответствии с Законом РФ «О недрах».

### Лоббирование и продвижение
Угольная промышленность относится к лидирующим по объёмам загрязнения окружающей среды и числу крупных аварий отраслям экономики. PR-деятельность компаний индустрии направлена на уменьшение негативного отношения общества к угледобыче. Для формирования имиджа социальной ответственности компании ведут собственные СМИ, проводят социальные и спортивные мероприятия, занимаются благотворительностью. Из-за большого масштаба негативного влияния угольные компании являются крупнейшими благотворителями страны: лидер отрасли «СУЭК» неоднократно побеждала в национальных конкурсах корпоративного спонсорства.
Основными задачами лоббирования отрасли является получение прямых инвестиций и льгот от государства, снижение налогов и тарифов РЖД, а также развитие железнодорожной и портовой инфраструктуры. Например, даже когда Россия приняла положения Парижского соглашения в 2019 году, национальный союз промышленников и предпринимателей активно выступал в интересах крупного бизнеса и высказывался против введения норм соглашения на территории страны. Лоббисты настаивают, что в отрасль обеспечивает большое число рабочих мест и значительные налоговые отчисления. Связь угольного бизнеса и власти определяет активную поддержку индустрии региональными политиками, которую журналисты сравнивают с «нездоровым шантажом». Заинтересованные политики также отрицают экологические проблемы отрасли. В то время как мировое научное сообщество считает угольную промышленность одним из основных виновников изменения климата, темпы которого именно в России опережают глобальные в 2,5 раза, президентВладимир Путин нередко сомневался вовлиянии на климат антропогенных факторов: «Это могут быть изменения глобального характера, космические изменения, сдвиги какие-то, невидимые для нас, в галактике — и всё, мы даже не понимаем, что происходит».

### Коррупция
Ещё в 1990-х годах региональные чиновники помогали предпринимателям устанавливать права собственности на угледобывающих предприятиях. Так, губернатора Кемеровской области Амана Тулеева связывали с развитием холдинга «Сибирский деловой союз», позднее представитель компании выступал советником губернатора по геологической разведке. В 2016-м чиновников из администрации Тулеева связывали с вымогательством акций угольной шахты «Разрез Инской», что губернатор назвал давлением на него самого. Источники Русской службы Би-би-си в органах власти Кемеровской области так характеризовали ситуацию в регионе: «В силу специфики области без последнего кивка Амана Гумировича вряд ли что-то может произойти». Журналисты предполагают, что зависимые от власти предприятия обеспечивают высокую электоральную явку и провластное голосование среди своих рабочих. Пришедший на смену Тулееву в 2018-м губернатор Сергей Цивилёв также имеет связи с угледобывающей отраслью. Он и его супруга Анна владеют компанией «Колмар», которая получила из бюджета к 2022 году свыше 11 млрд рублей ассигнований и налоговых преференций. Анна Цивилёва является двоюродной племянницей президента России Владимира Путина, благодаря чему, по мнению журналистов, смогла вместе с мужем получить контрольный пакет «Колмара», хотя не имела необходимых средств для выкупа компании по рыночной стоимости.
Ряд проблем угольной промышленности связан с коррупцией в разных проверяющих структурах. Так, инспекторы нередко игнорируют нарушения на производстве и выдают необходимые разрешительные документы. Например, только в 2007-м во время внеочередных проверок в Кемеровской области было выявлено 11 незаконно действовавших угольных разрезов, ещё 7 — на этапе введения в эксплуатацию. Коррупционные практики ведут к повышенному риску для горнодобытчиков и экологии региона. Например, в 2021 году инспекторы Ростехнадзора, предположительно, из-за родственных связей главы регионального управления и его подкупа, игнорировали регулярные нарушения на шахте «Листвяжная», что привело к взрыву метана и смерти 51 работника. После этого случая были проведены проверки на 31 шахте в Кемеровской области, что выявило сразу 449 не зарегистрированных ранее нарушений.
СМИ регулярно сообщают о взятках, которые чиновники и политики разных уровней вымогают или получают от угольных предприятий. Например, В 2016-м угольного магната Александра Щукина связывали с изъятыми у бывшего руководителя управления экономической безопасности и противодействия коррупции МВД Дмитрия Захарченко незаконно нажитыми 8 миллиардами рублей. В 2020-м в коррупции обвинили заместителя гендиректора ФГБУ РЭА Минэнерго РФ, выдававшего квоты на экспорт, а через год подобное дело возбудили против главы Следственного комитета по Кузбассу, стремившегося получить контрольный пакет шахты «Разрез Инской».

### Мероприятия и проекты
Для уменьшения экологического вреда от угледобычи федеральное законодательство предусматривает ряд мер. Одна из самых эффективных — предварительное увлажнение угольного пласта для борьбы с пылью в очистных забоях. Это снижает запылённость воздуха на 50 — 80 %. При работе комбайнов, врубовых машин, отбойных молотков породу орошают водяными испарителями. Для осаждения пыли после взрывов используют водяные оросители или туманообразователи. В шахтах должны работать водные завесы, вентиляторно-оросительные установки, обязательно отсасывание пыли встроенным в комбайны механизмом и другое. Сточные воды угледобывающих предприятий, содержащие пыль, нефтепродукты от разлива масел, нитриты, нитраты и железо, должны быть очищены механически, биологически, химически или методом обеззараживания. Меры по предотвращению эрозии почв включают озеленение нерабочих площадей, укрепления для предотвращения движения слоев грунта.
Отказ от проведения дорогостоящих природоохранных мероприятий производителями носит накопительный характер. Например, Кемеровская область, где ведётся активная угледобыча, признана зоной экологического бедствия. По подсчётам экологов уже в 2017 году из сброшенных предприятия угольной промышленности сбросили 460 млн м³ поверхностных сточных вод, из которых шахтные и карьерные составляли 97 %. Из выброшенных ими за год в атмосферу 1104 тыс. т вредных веществ, 86 % составил шахтный метан, извлекаемый из угольных пластов. Площадь нарушенных горнорабочими земель на тот момент составляла 115 тыс. га, из которых 18 тыс. не подлежали дальнейшему использованию. Тогда как доля рекультивируемых земель не превышала 20 % от нарушенных. Учёные заявляли, что страна «уже переступила через тот порог, когда игнорировать экологические проблемы невозможно». Тем не менее на территории, например, Кемеровской области, где действует более 50 разрезов и шахт, нормативы к санитарно-защитным нормам носили рекомендательный характер.
Экологические ограничения становятся все более важным фактором, влияющим на развитие угольной отрасли. В 2014 году программа развития отрасли до 2030 года предусматривала бюджетные ассигнования на программы по экологической безопасности в размере 3,9 млрд рублей, общий объём финансирования должен был составить 134,2 млрд рублей.

### Коренное население
Особенно загрязнение от угольной промышленности сказывается на жизни коренных народов Западной Сибири, так как основными источниками их пропитания традиционно являются охота и рыбалка. В регионах их проживания уголь добывают открытым способом, что влечёт катастрофическое загрязнение земель и водоёмов, вымирание рыб и животных. Основными коренными народностями регионов угледобычи являются хакасы, шорцы и телеуты, которые вынуждены бросать свои дома и переезжать в экологически более благоприятные регионы без какой-либо компенсации. Активисты, экологи и защитники прав коренных народов, которые характеризуют последствия угледобычи как геноцид населения, подвергаются преследованиям.
В Хакасии угледобывающие предприятия, пользуясь поддержкой властей, присваивают сельскохозяйственные земли. Например, в 2013-м руководство «Разреза Майрыхский» и «Разреза Аршановский» начало разработку в Койбальской степи, несмотря на отсутствие разрешений и протесты местного населения. После проверок предприятия отделались незначительными штрафами. В 2018 году компании начали добычу на разрезе «Бейский-Западный», где находились фермерские хозяйства коренных жителей и мелиоративные каналы, снабжающие водой озёра Койбальской степи. Для согласования работ были проведены общественные слушания, но несмотря на протест населения, работы продолжались в обход законодательства. Подобные действия угледобывающих компаний противоречат Декларации ООН о защите прав коренных народов, которая закрепляет право населения на сохранение окружающей среды и продуктивного потенциала их земель. Но региональное правительство самостоятельно передаёт земли промышленникам. Так, в 2018—2019 годах губернатор Кемеровской области Сергей Цивилёв отдал предприятиям отрасли 580 га сельскохозяйственных и прочих земель.
И в Хакасии, и в Кемеровской области угледобывающие предприятия разрушают культурные памятники коренных жителей и места захоронений. Например, в 2012 году одна из угледобывающих компаний Кемеровской области взорвала священную для шорцев гору Карагай-Ляш. В 2013-м работники разреза «Береговой» начали разработку вблизи посёлка Казас и выкупили часть домов для расширения территории добычи. Собственность тех шорцев, которые отказались от сделки, была уничтожена серией пожаров в 2013—2014 годах. Они были вынуждены покинуть территорию и были лишены возможности посещать местное кладбище. Эксперты ООН заявили о необходимости адекватной компенсации населению, однако по данным Комитета ООН по ликвидации расовой дискриминации на 2020-й не все местные жители получили причитающиеся им от Российского правительства компенсации. В 2020 году из-за работ разреза «Майрыхский» была перекрыта дорога к действовавшему кладбищу аала Хызыл-Салда и озеру Турпанье.